# 克雷昂
克雷昂（法語：Créhen，法語發音：[kʁeɛ̃]）是法国阿摩尔滨海省的一个市镇，位于该省东北部，属于迪南区。

## 地理
克雷昂（48°32'44"N, 2°12'47"W）面积18.21 平方千米，位于法国布列塔尼大區阿摩尔滨海省，该省份为法国西北部沿海省份，位于布列塔尼半岛北部，北濒大西洋英吉利海峡，西接菲尼斯泰尔省，南至莫尔比昂省，东临伊勒-维莱讷省。
与克雷昂接壤的市镇（或旧市镇、城区）包括：科尔瑟勒、朗格南、普朗科埃特、滨海圣雅屈、圣洛尔梅勒、滨海博赛。

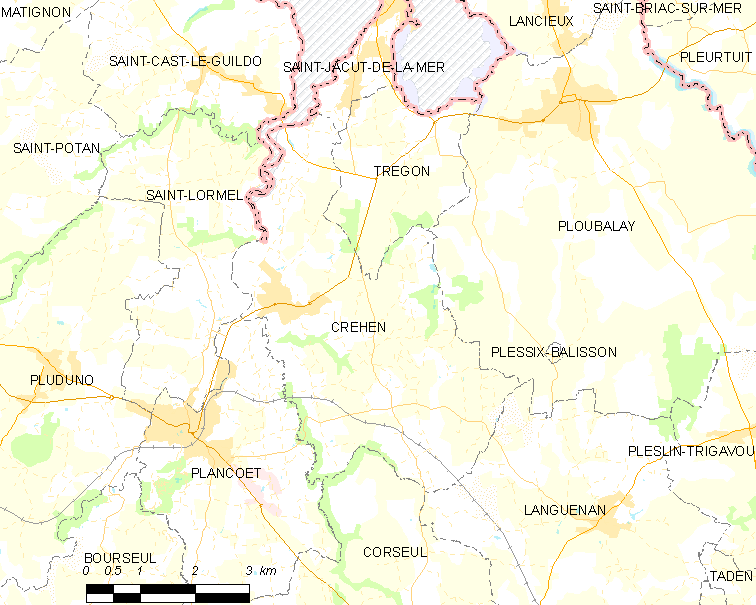
克雷昂的OSM定位图

克雷昂的时区为UTC+01:00、UTC+02:00（夏令时）。

## 行政
克雷昂的邮政编码为22130，INSEE市镇编码为22049。

## 政治
克雷昂所属的省级选区为普朗科埃特县。

## 人口

1962-2008年间克雷昂人口变化图示

克雷昂于2022年1月1日时的人口数量为1664人。